# Habit
「Habit」（ハビット）は、2022年6月22日に発売された、日本のバンド・SEKAI NO OWARIのメジャー16作目（通算18作目）のシングルである。第64回日本レコード大賞を受賞。

## 概要
- 前作「Diary」から約4ヶ月ぶり、Virgin Music移籍後4作目のCDシングルとして2022年6月22日にリリース。
- 表題曲は神木隆之介と柴咲コウ主演の映画『ホリック xxxHOLiC』の主題歌に書き下ろし起用された。映画主題歌を担当するのは「蜜の月 -for the film-」以来3年ぶり。
- 2022年4月28日に先行配信され、楽曲のミュージックビデオが同日にYouTubeで公開された。MV監督はSaoriの夫で俳優の池田大が担当。「自分で自分を分類するな」という楽曲のテーマが表現されており、MV内ではメンバー4人が本格的なダンスを披露している。振り付けはプロダンサーのパワーパフボーイズが担当したもので、メンバー4人は撮影に向けて長期のダンスレッスンを行ったという[12][13]。
- 楽曲配信後、TikTok、YouTube、ストリーミングを中心に大きな注目を集め、CDシングルがリリースされた2022年6月29日公開のBillboard Japan Hot 100では、2015年の「SOS」以来7年ぶりの総合首位を獲得した[14]。
- 2022年8月3日公開のBillboard JAPANチャートにて、ストリーミングの累計再生回数が1億回を突破した。チャートイン13週目での記録達成は歴代6位タイの速さで、SEKAI NO OWARIの楽曲がストリーミング1億回再生を超えるのは「silent」に続き本楽曲で2曲目となった[15]。
- 第64回日本レコード大賞にて、結成15周年、デビューから12年目にしてバンド初の大賞受賞となった[16]。ロックバンドの受賞は、2004年に「Sign」で大賞を受賞したMr.Children以来であり、男女混成では2000年に「TSUNAMI」で大賞を受賞したサザンオールスターズ以来である。
- MTV主催の音楽アワード「MTV VMAJ 2022」 で「Best Dance Video」を受賞。また、年間でもっとも優れた作品に贈られる賞「Video of the Year」も受賞し、2冠を達成した。また授賞式ではシークレットゲストとして登場し、Habitを披露した[17]。
- 2022年12月6日に、YouTubeは公式ブログにて『2022年度日本のYouTube年間ランキング』を発表した。2022年内でYouTube に投稿された音楽動画の中から視聴数が多かった国内トップ音楽動画ランキング部門で1位となった[18][19]。
- 邦楽バンドのMVとしては史上最速での1億再生を突破している。
- 2024年4月17日、NexTone Award 2024でSilver Medalを受賞した[20]。

## 収録曲
1. Habit [4:15]
作詞：Fukase
作曲：Nakajin
編曲：SEKAI NO OWARI
  - タイトルの「Habit」には「癖」という意味があるが、今作では「習性」という意味で使用されている。
  - 楽曲の元となるトラックはSaoriが2014年頃に作成していたもので、制作にあたりFukaseが歌詞を、Nakajinがメロディーを追加し、楽曲として完成させた[21]。
2. Eve [4:03]
作詞：Fukase
作曲：Nakajin
編曲：SEKAI NO OWARI
3. 陽炎 (Fukase Ver.) [4:17]
作詞：Saori
作曲：Saori
編曲：SEKAI NO OWARI, Yaffle
  - 2021年7月21日にリリースされたメジャー5作目のオリジナル・アルバム「scent of memory」収録曲のFukase歌唱バージョン。
  - TBS系金曜ドラマ「9ボーダー」の第1話劇中歌として使用された。

## タイアップ
| 曲名  | タイアップ                                                    |
| ----- | ------------------------------------------------------------- |
| Habit | 松竹 / アスミック・エース配給 映画『ホリック xxxHOLiC』主題歌 |

## 受賞
| 年     | 曲名  | 賞                             | 受賞                                   |
| ------ | ----- | ------------------------------ | -------------------------------------- |
| 2022年 | Habit | MTV VMAJ 2022                  | 最優秀ビデオ賞／Video of the Year      |
| 2022年 | Habit | MTV VMAJ 2022                  | 最優秀ダンスビデオ賞／Best Dance Video |
| 2022年 | Habit | 第64回日本レコード大賞         | 優秀作品賞                             |
| 2022年 | Habit | 第64回日本レコード大賞         | 日本レコード大賞                       |
| 2023年 | Habit | 第37回日本ゴールドディスク大賞 | ベスト5ソング・バイ・ストリーミング    |
| 2024年 | Habit | NexTone Award 2024             | Silver Medal                           |

## 収録アルバム
| デッドエンド （3） | Habit （4） | 深海魚 （5） |

| バタフライエフェクト （9） | Eve （10） | ROBO （11） |

## テレビ披露
| 出演日 | 出演日   | 番組名                                         | 放送局         | 演奏曲 | 出典   |
| 年     | 月日     | 番組名                                         | 放送局         | 演奏曲 | 出典   |
| ------ | -------- | ---------------------------------------------- | -------------- | ------ | ------ |
| 2022年 | 5月9日   | CDTVライブ!ライブ!                             | TBS系列        | Habit  | [ 22 ] |
| 2022年 | 6月12日  | Love music                                     | フジテレビ系列 | Habit  | [ 23 ] |
| 2022年 | 7月13日  | 2022 FNS歌謡祭 夏                              | フジテレビ系列 | Habit  | [ 24 ] |
| 2022年 | 7月16日  | 音楽の日 2022                                  | TBS系列        | Habit  | [ 25 ] |
| 2022年 | 8月6日   | ライブ・エール 2022                            | NHK            | Habit  | [ 26 ] |
| 2022年 | 8月19日  | ミュージックステーション                       | テレビ朝日系列 | Habit  | [ 27 ] |
| 2022年 | 12月3日  | 日テレ系音楽の祭典ベストアーティスト2022       | 日本テレビ系列 | Habit  | [ 28 ] |
| 2022年 | 12月14日 | 2022 FNS歌謡祭 第2夜                           | フジテレビ系列 | Habit  | [ 29 ] |
| 2022年 | 12月19日 | CDTVライブ!ライブ!                             | TBS系列        | Habit  | [ 30 ] |
| 2022年 | 12月23日 | ミュージックステーションウルトラSUPER LIVE2022 | テレビ朝日系列 | Habit  | [ 31 ] |
| 2022年 | 12月30日 | 第64回日本レコード大賞                         | TBS系列        | Habit  | [ 32 ] |
| 2022年 | 12月31日 | 第73回NHK紅白歌合戦                            | NHK            | Habit  | [ 33 ] |
| 2024年 | 3月18日  | CDTVライブ!ライブ!                             | TBS系列        | Habit  | [ 34 ] |
| 2024年 | 4月4日   | SONGS                                          | NHK            | Habit  | [ 35 ] |

## カバー
- ぷにる（篠原侑)  - 「『ぷにるはかわいいスライム』かわいいぷにるソングアルバム」に収録。アニメ『ぷにるはかわいいスライム』の第6弾MV楽曲としてカバー。